# Peveragno
Peveragno (piemontiul: Povragn, okcitánul: Pouvranh) település Olaszországban, Piemont régióban, Cuneo megyében. Lakosainak száma 5466 fő (2023. január 1.). Peveragno Beinette, Boves, Chiusa di Pesio, Cuneo és Limone Piemonte községekkel határos.

## Népesség
A település lakossága az elmúlt években az alábbi módon változott:
| Lakosok száma | 5584 | 5561 | 5466 |
|               | 2017 | 2018 | 2023 |